# Рудник Гарбор-Лайтз
Рудник Гарбор-Лайтз (Harbour Lights) – колишній гірничодобувний майданчик на заході Австралії, на північно-західній околиці міста Леонора та за кілька кілометрів на північ від великого рудника Гвалія.
Перший етап розробки покладів золота на Гарбор-Лайтз припав на 1904 – 1935 роки. В той час роботи велись підземним спосбом через кілька неглибоких – до 40 метрів – шахтних стовбурів.
З 1985 по 1994 (за іншими даними – 1992) роки розробку Гарбор-Лайтз вели компанії Aurora Gold (W.A.) Pty Ltd та Carr Boyd Minerals Pty Ltd. Роботи велись відкритим способом зі створенням кар’єру глибиною до 40 метрів, а сукупний видобуток оцінюється у 13,6 тонн золота. При цьому, враховуючи склад руди, задіяли цілий ряд технологій вилучення золота – спершу працювали з окисленою рудою по технології «вугілля-в-пульпі», в 1987-му з переходом на сульфідну руду запустили флотацію для відділення арсенопіриту від піриту (далі пірит піддавали вилуговуванню на місці, тоді як арсенопіритний концентрат продавали). Нарешті, в 1991-му розпочали використання технології біологічної оксидації.
З 1995-го права на Гарбор-Лайтз належали компанії Sons of Gwalia Ltd, що станом на початок 2020-х років оцінювала його ресурси за категорією показані у понад 12 млн тонн руди та 17 тонн золота. Далі права на проект перейшли до компанії Genesis Minerals Limited.